# آزمون‌سازی زبان
آزمون‌سازی زبان ارزیابی و سنجیدن بهبود و توانش یا بسندگی زبانی، چه در مورد زبان نخست و چه در مورد دیگر زبان‌ها، به‌منظور دستیابی به اهداف ویژه و نیز اهداف عمومی است.